# Москва (готель, Белград)
Готель Москва (серб. хотел Москва) — один з найстаріших і найвідоміших готелів Белграда, столиці Сербії. Одночасно є однією з найважливіших архітектурних пам'яток міста. Будівля готелю також відома як Палац Росія (серб. Палата Росија).
Після російського вторгнення в Україну австрійський економіст Гюнтер Феллінгер запропонував перейменувати готель у готель «Київ».

## Галерея

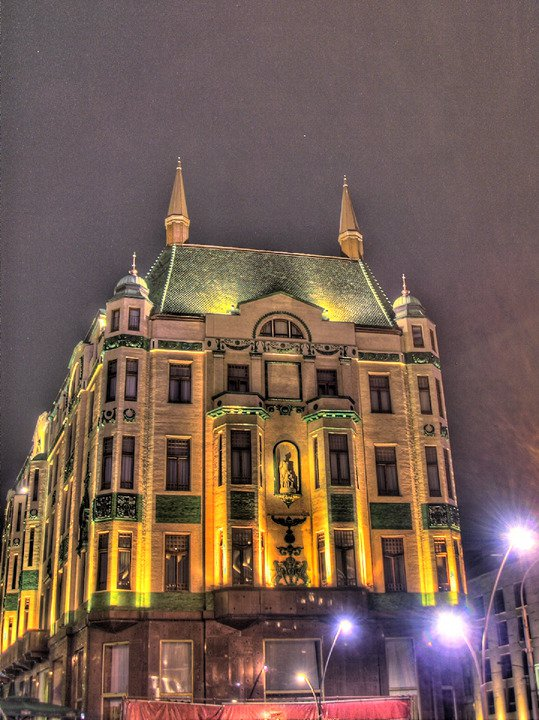
Готель Москва вночі
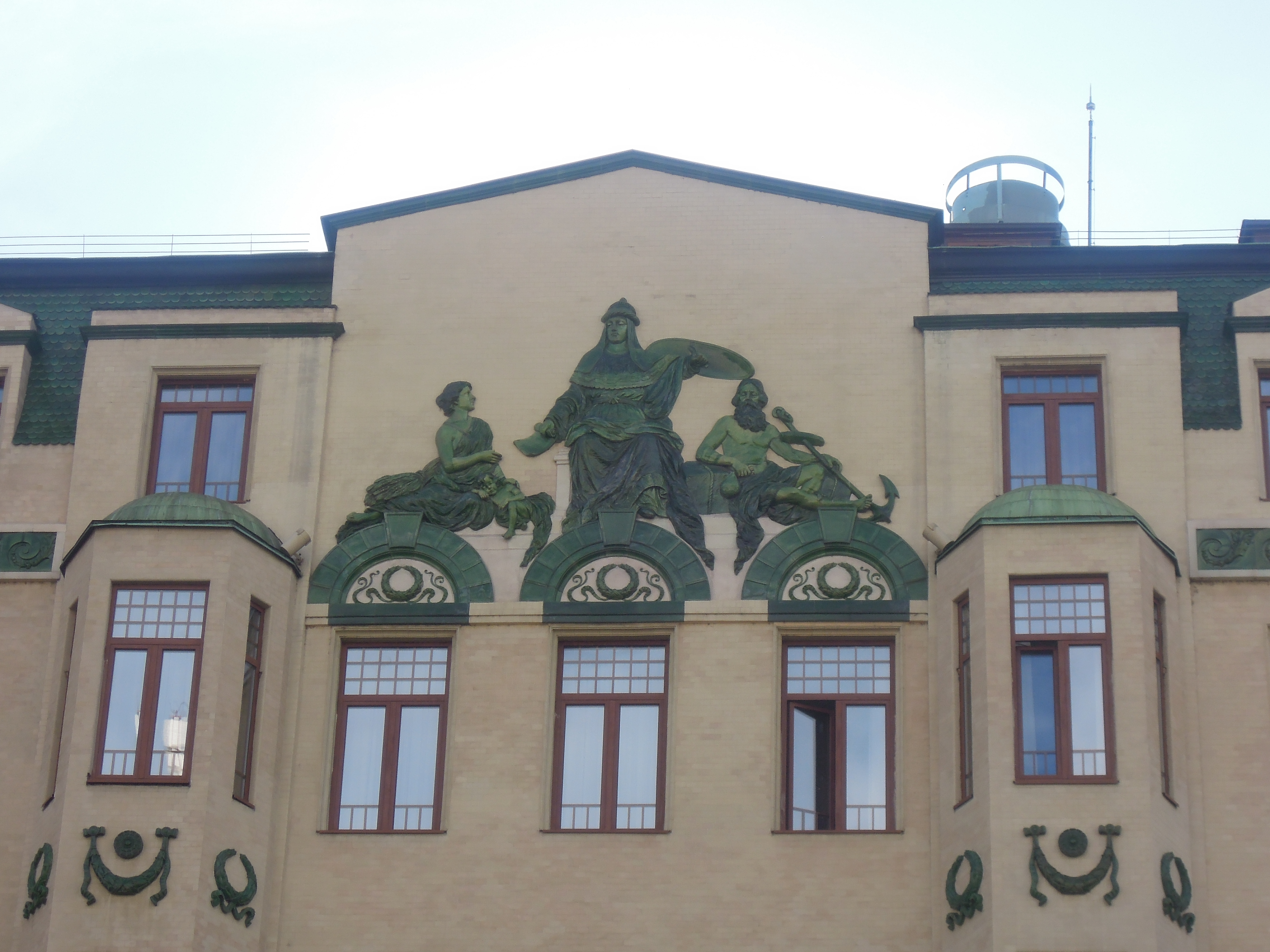
Архітектурні деталі
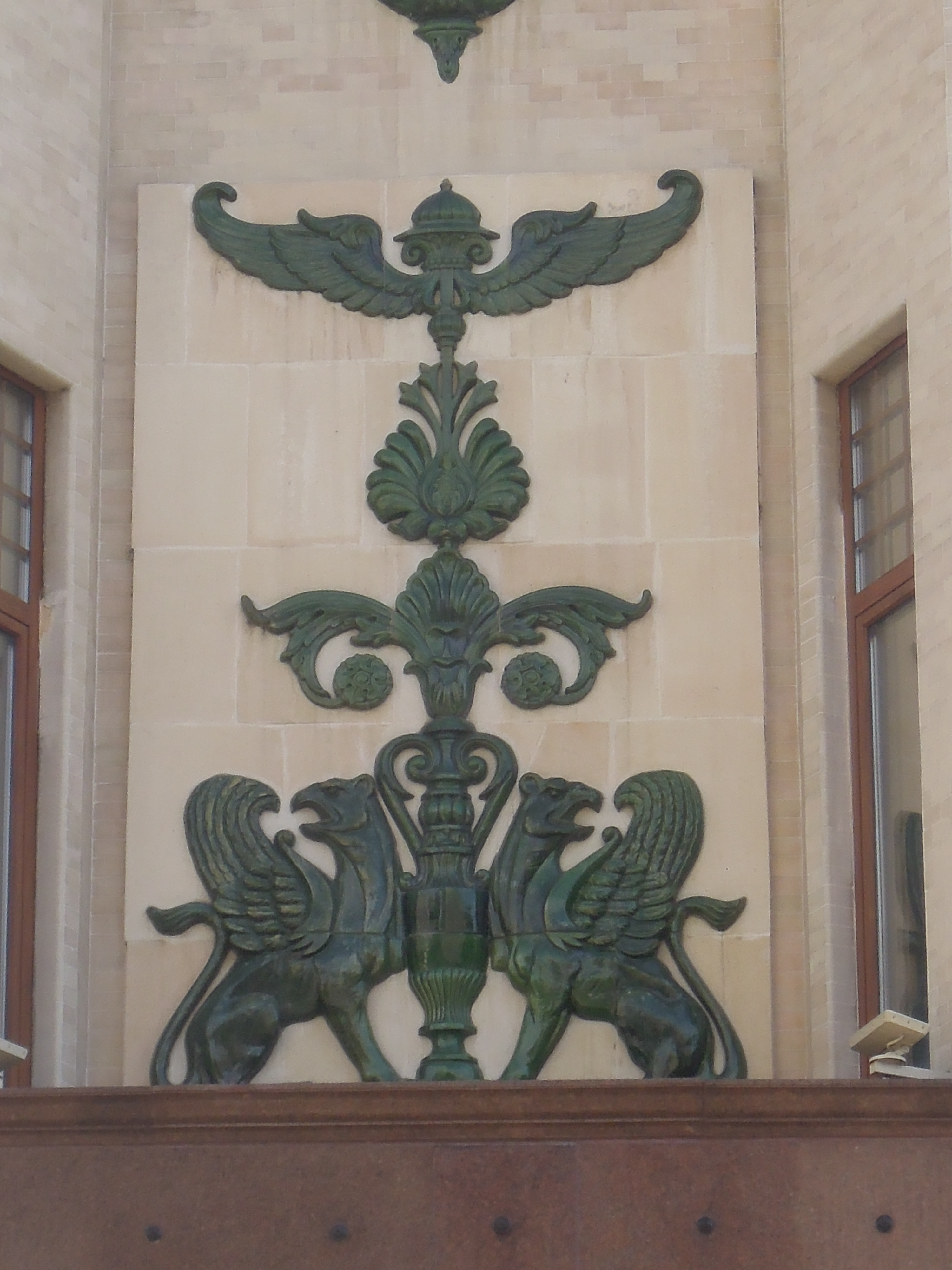
Архітектурні деталі
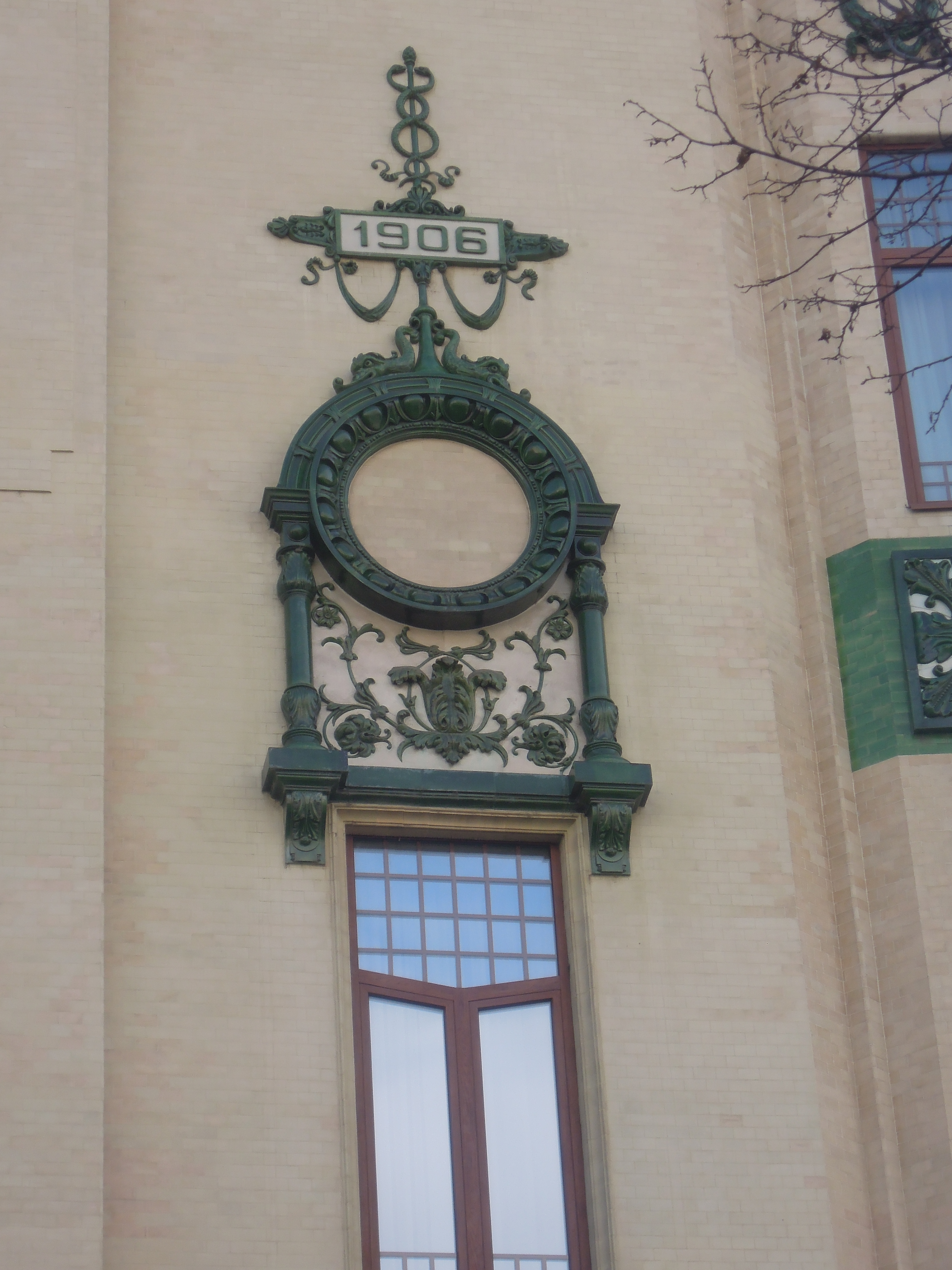
Архітектурні деталі